# Scheiderirlen
Scheiderirlen, Scheidter Irlen oder Scheidter Heide war eine Ortslage im Solinger Stadtteil Gräfrath. In den Scheiderirlen befand sich einst der Galgen des Amtes Solingen.:56f.

## Geographie
Scheiderirlen lag ursprünglich auf freiem Feld östlich der Hofschaft Obenscheidt, die sich noch auf Walder Stadtgebiet befand, ungefähr in Höhe der Straßenkreuzung der heutigen Allee- und der Donaustraße. Südlich beziehungsweise südöstlich befinden sich die Hofschaften II. und III. Stockdum. Nordöstlich liegen die Hofschaft Busch und die Ortslage Buscher Feld. Der Ort wurde teilweise durch Verkehrsflächen, teils durch eine neue Wohn- und Gewerbebebauung überbaut.

## Etymologie
Das Walder Scheid oder Scheidt war ein Waldgelände im Grenzgebiet zum Kirchspiel Solingen. Es umfasste die Höfe Oben- und Untenscheidt, sowie Scheiderfeld, Mummenscheid, die Scheider Mühle und auch die Ortslage Scheiderirlen.:56f. Das Wort Irlen steht für Erlenbäume, möglicherweise befand sich dort also ein Erlenwald. Irlen hießen aber auch außerhalb der Städte angelegte Schutthalden, da zugleich oft Erlenbäume im Sumpf angepflanzt wurden.

## Geschichte
An der Stelle des späteren Wohnplatzes befand sich der Galgen des Amtes Solingen, und zwar ungefähr im heutigen Kreuzungsbereich von Allee- und Donaustraße. An den Galgen wurden angeblich die Namen der Klingenhandwerker geschlagen, die entgegen ihrem Eid ausgewandert sind.
Eine bewohnte Ansiedlung in den Scheiderirlen entstand vermutlich in der zweiten Hälfte des 19. Jahrhunderts an der alten Kohlenstraße zwischen Solingen und Wuppertal, der heutigen Allee- bzw. Lützowstraße. Die Topographische Aufnahme der Rheinlande von 1824, die Preußische Uraufnahme von 1844 sowie die Topographischen Karte des Regierungsbezirks Düsseldorf von 1871 verzeichnen den Ort nicht. In der Karte vom Kreise Solingen aus dem Jahr 1875 des Solinger Landmessers C. Larsch ist der Ort hingegen als Scheiderirlen verzeichnet.
Im Gemeindelexikon für die Provinz Rheinland werden 1885 ein Wohnhaus mit drei Einwohnern angegeben. 1895 besitzt der Ortsteil zwei Wohnhäuser mit zwölf Einwohnern, 1905 werden zwei Wohnhäuser und 17 Einwohner angegeben.
In den Stadtplänen seit 1929 ist die Ortsbezeichnung Scheiderirlen bis heute nicht mehr verzeichnet.